# Malta na Mistrzostwach Europy w Lekkoatletyce 2018
Malta na Mistrzostwach Europy w Lekkoatletyce 2018 – reprezentacja Malty podczas Mistrzostw Europy w Berlinie liczyła 2 zawodników (1 mężczyznę i 1 kobietę).

## Występy reprezentantów Malty

### Mężczyźni

#### Konkurencje techniczne
| Zawodnik       | Konkurencja | Eliminacje | Eliminacje | Finał    | Finał   |
| Zawodnik       | Konkurencja | Rezultat   | Pozycja    | Rezultat | Pozycja |
| -------------- | ----------- | ---------- | ---------- | -------- | ------- |
| Ian Paul Grech | skok w dal  | 7,04 m     | 29.        | NQ       | NQ      |

### Kobiety

#### Konkurencje biegowe
| Zawodniczka         | Konkurencja   | Eliminacje | Eliminacje | Półfinał | Półfinał | Finał    | Finał |
| Zawodniczka         | Konkurencja   | Rezultat   | Poz.       | Rezultat | Poz.     | Rezultat | Poz.  |
| ------------------- | ------------- | ---------- | ---------- | -------- | -------- | -------- | ----- |
| Charlotte Wingfield | bieg na 200 m | 24,40      | 24.        | NQ       | NQ       | NQ       | NQ    |